# Jazzploitation
Jazzploitation è il quarto EP del gruppo musicale italiano Calibro 35, pubblicato il 18 ottobre 2024 dalla Record Kicks.

## Descrizione
Composto da quattro tracce, è stato presentato in occasione della partecipazione al festival JazzMI ed anticipato dal singolo Lunedì cinema, realizzato in collaborazione con Marco Castello.

## Tracce
1. Chaser – 3:02
2. Ascenseur pour l'échafaud (Generique) – 3:00
3. Lunedì cinema – 1:55
4. Nautilus – 4:43

## Formazione
Gruppo
- Fabio Rondanini – batteria
- Massimo Martellotta – Chitarra elettrica, sintetizzatore
- Enrico Gabrielli – pianoforte, sassofono
- Roberto Dragonetti – basso
- Tommaso Colliva – produzione

Altri musicisti
- Marco Castello – voce (traccia 3)